# شاویریا
شاویریا (به فرانسوی: Chaveyriat) یک کمون‌های فرانسه در فرانسه است که در canton of Châtillon-sur-Chalaronne واقع شده‌است.

## خصوصیات
شاویریا ۱۶٫۸۷ کیلومترمربع مساحت و ۹۰۷ نفر جمعیت دارد و ۲۴۵ متر بالاتر از سطح دریا واقع شده‌است.